# Nar (Manang)
Nar – gaun wikas samiti w zachodniej części Nepalu w strefie Gandaki w dystrykcie Manang. Według nepalskiego spisu powszechnego z 2011 roku liczył on 86 gospodarstw domowych i 362 mieszkańców (192 kobiety i 170 mężczyzn).